# Platinum Kiss/陽のあたる坂道
『Platinum Kiss/陽のあたる坂道』（プラチナ・キス/ひのあたるさかみち）は、日本の音楽グループ・ゴスペラーズの29枚目のシングル。2007年1月1日にKi/oon Recordsから発売された。

## 解説
2006年10月18日に同時発売された『Platinum Kiss』と『陽のあたる坂道』の2つのシングルを、新たなジャケットデザインと共に1枚にまとめた両A面シングル。両A面シングルとしては、『一筋の軌跡/風をつかまえて』以来となる。

## 収録曲
全作詞：安岡優
1. Platinum Kiss [4:21]
作曲・編曲：黒沢薫・妹尾武
東海テレビ・フジテレビ系 テレビドラマ『紅の紋章』主題歌[1]
「UGA」CMソング[1]
2. 陽のあたる坂道 [4:23]
作曲：黒沢薫／編曲：野崎良太
トヨタ自動車『アイシス』CMソング[1]
フジテレビ系『ウチくる!?』エンディングテーマ[1]